# Seznam hrvaških boksarjev
Seznam hrvaških boksarjev.

## B
- Marijan Beneš (?)

## C
- George Chuvalo

## D
- J. Devčić
- Stipe Drviš

## F
- Mirko Filipović

## G
- I. Gottesman

## H
- Ivana Habazin
- Z. Hrbić
- Filip Hrgović

## J
- V. Jakopović
- S. Jakšić
- M. Jozić

## K
- Veljko König
- Ivica Kovačević
- Zvonimir Kralj
- Štefica Krištof
- Tomislav Krizmanić
- Emil Krleža

## L
- Jimmy Liggett (Leggett) (trener iz ZDA)

## M
- Milan Maglica
- Željko Mavrović

## P
- Mate Parlov

- L. Pollak

## R
- Antun Račić "The Killer"

## S
- Hrvoje Sep
- Stevan Strilić - Stiv

## Š
- Damir Škaro

## Z
- Fritzie Zivic